# Bandeira da cidade de Buenos Aires
A bandeira da Cidade Autônoma de Buenos Aires, uma subdivisão e capital federal da República Argentina, é, juntamente com o brasão, um de seus símbolos oficiais. A bandeira de fundo branco mostra um escudo com uma águia símbolo do brasão de armas da Casa de Habsburgo, à qual Carlos I pertencia. Isto porque Buenos Aires foi fundada primeiro em 1536, durante seu governo como rei da Espanha, e fundada novamente, em 1580, sob o reinado de seu filho, Filipe II. Apesar do escudo ter sido criado por Juan de Garay, ainda no século XVI, a bandeira somente viria tomar sua atual forma em 1995. Ainda assim, atualmente existe um movimento popular organizado, formado por cidadãos da cidade, que lutam pela criação de uma nova bandeira portenha, em substituição à atual

## Histórico

### Criação do emblema
Juan de Garay, fundador da Cidade da Santíssima Trindade (nome usado na segunda fundação de Buenos Aires), em 11 de junho de 1580, provém autos, datados de 20 de outubro daquele ano, onde se faz referência à ordem que era preciso guardar na repartição de terras e estâncias, a eleição do patrono e das armas da cidade. Neles, Garay sinalizou como armas da cidade uma águia negra pintada ao natural, com sua coroa na cabeça, quatro filhotes abaixo, demonstrando que os cria. Uma cruz avermelhada sangrenta saindo de sua mão direita e subindo mais alto que a coroa, semelhante à Cruz de Calatrava, sendo todo o desenho com um fundo branco. As razões alegadas pelo próprio Garay sobre o significado desses atributos são as seguintes:
| “ | "ter vindo a esse porto com o fim e propósito firme de enraizar a fé católica e servir à coroa real de Castela e Leão, dar forma e aumentar os povos de esta geração que há quarenta anos que estão povoados e fechados e vão em grande diminuição..." | ” |

O escudo presente na bandeira, criado por Garay, foi aprovado pelo prefeito de Trinidad de los Buenos Aires em 20 de outubro de 1580. O escudo contém algumas particularidades relevantes: a águia foi desenhada olhando à esquerda (direita do observador), o que na heráldica significa ilegitimidade. Além disso, a coroa ostentada pelo animal era real (símbolo da mais alta nobreza), simbolizando o reino de Castela e Leão, indicando a condição argentina de colônia do Império Espanhol. Isso não impediu que o escudo fosse finalmente aprovado em 20 de setembro de 1596. Garay já havia sido morto pelas mãos de índios em 1583. Outras pessoas, mais tarde advertiram sobre o erro, o que fez com que o brasão fosse pouco usado, caindo em desuso. Uma ata de 1615 menciona um escudo com um pelicano e cinco filhotes.

### Alterações
Em 5 de novembro de 1649, Jacinto Lariz, então governador do Rio da Prata, não encontrando qualquer referência a um escudo, aprovou um novo escudo que nem sequer foi enviado para aprovação real, colocando-o imediatamente em uso de forma temporária. Este caráter temporário durararia até 1997. Em um quadro pintado em 1744 aparecem a ambos os lados do escudo uma nau virada para outra, com a legenda na borda do escudo que diz: "la muy noble y muy leal ciudad de Santisima Trinidad y Puerto de Santa Maria de Buenos Aires". Em moedas cunhadas em 1747 os navios já aparecem definitivamente no escudo apesar de ambas estarem navegando no mesmo sentido (para a direita, isso é, com a parte dianteira à direita do observador).
Em 1806 e 1807, como prêmio aos habitantes de Buenos Aires, por defenderem a cidade dos britânicos, o Rei da Espanha concedeu ao Regimento de Patrícios uma bandeira especial própria em formato quadrado que incluía o escudo da cidade dessa época em cada canto.
Em 2 de setembro de 1852, o governo municipal, agora já constituído, discutiu sobre a criação do selo da cidade. Para isso, foi recuperado o escudo de Lariz que praticamente não era usado desde 1810. Não obstante, houve uma nova modificação: os barcos navegavam agora cada um para um sentido distinto e o rio pela qual navegavam já não era branco, mas sim verde claro com riscos prateados simulando espuma. Em compensação, o fundo azul do céu foi mantido. Com as alterações, o escudo foi aprovado em 22 de julho de 1856.

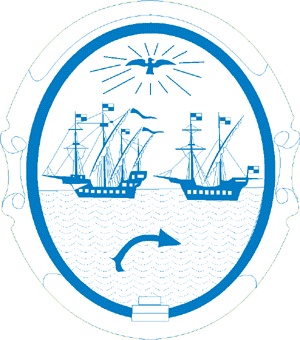
Escudo usado entre 1923 e 1978.

### Surgimento da bandeira
Com a Lei 1.029, de 21 de setembro de 1880, Buenos Aires era transformada em capital federal. Com o tempo, o escudo (selo) sofreu tantas modificações sem a devida legislação que não eram encontrados mais dois escudos iguais. Até que em 3 de dezembro de 1923 foi ditada uma ordenança que estabeleceu exatamente como era o escudo, ainda que foram suprimidas as cores. O escudo tornou-se oficialmente um desenho branco com linhas azuis. Em 1978, o intendente local, brigadeiro Andres Cacciatore, general da Força Aérea, se encarregou da mudança do escudo local, trazendo de volta o escudo de origem hispânica com a águia e os quatro tartaranhões, mas modificando a cor negra pelo amarelo. A partir de aí passa a ser utilizada como bandeira, com fundo branco. Como foi uma decisão pessoal nunca sancionada, estas bandeiras e o próprio escudo modificado foram utilizados tão somente para a visita dos reis da Espanha, em 1978.
A configuração atual da bandeira foi oficialmente estabelecida em 28 de setembro de 1995. A medida, tomada pelo conselho deliberativo da cidade, sancionou a Ordenança 49.669, de 31 de agosto daquele ano que estabelecia a bandeira. A promulgação aconteceu em 24 de outubro, com o decreto de número 1.291, pelo intendente Jorge Dominguez, sendo publicado no Boletim Municipal número 20 157 de 6 de novembro de 1995.

## Detalhes e elementos

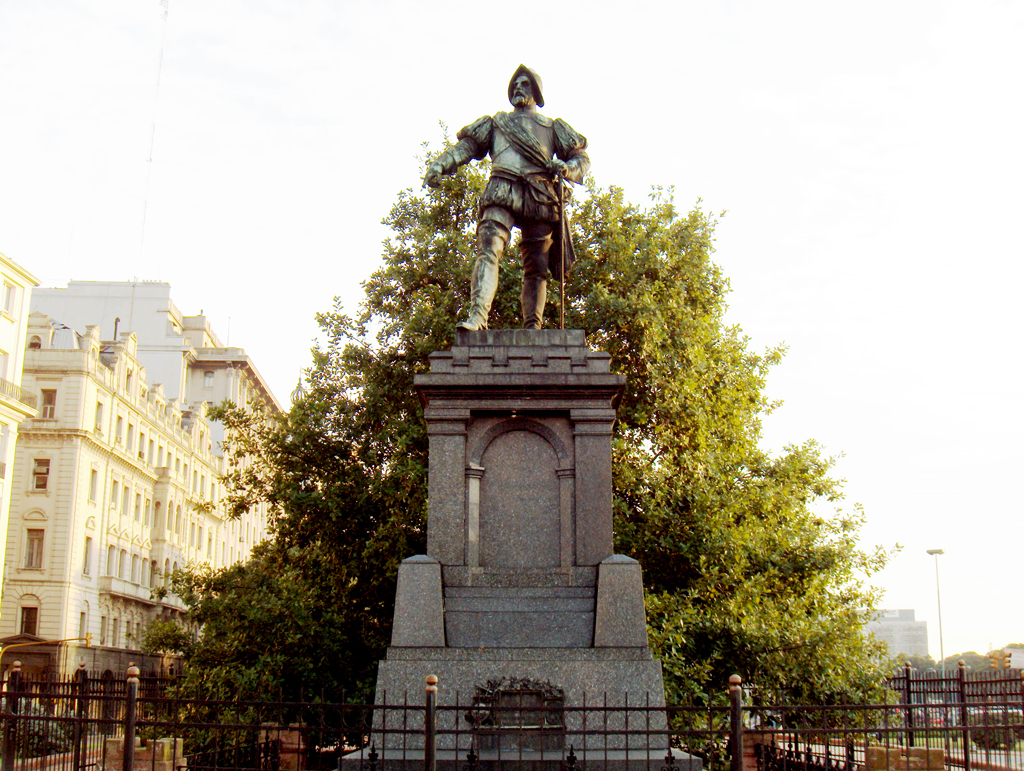
Monumento a Juan de Garay, em Buenos Aires.

Na Ordenança, o artigo primeiro estabelece como bandeira oficial da cidade aquela formada por um pano branco, levando ao centro o escudo criado por Juan de Garay em 20 de outubro de 1580, composto por uma águia negra coroada, com quatro tartaranhões e uma cruz colorida em sua garra direita, conhecida como Cruz de Calatrava por ser o modelo usado pela Ordem militar de Calatrava, na Espanha. Cada um dos tartaranhões representava uma das cidades a serem fundadas: A primeira foi Santa Fé, a segunda foi Trinidad de los Buenos Aires. Depois que Garay morreu, as outras duas foram fundadas. Concepción de Nuestra Señora às margens do Rio Bermejo em 1585 pelo Capitão Alonso de Vera y Aragón; e a Cidade de Vera logo depois nomeada San Juan de Vera de las Siete Corrientes (atual Corrientes).
No artigo segundo, são estabelecidas as proporções, fixas em 9:14 (1,4 metro de largura por 0,9 metros de altura), localizando-se o escudo de forma centrada. Como não é estabelecido o tamanho do escudo, este deve fixar-se em um terço da bandeira. A bandeira deve ser hasteada acompanhada sempre da nacional, como descrito no artigo terceiro. Deve estar presente em todos os gabinetes oficiais dos funcionários do governo local.